# The Land Before Time V: The Mysterious Island
The Land Before Time V: The Mysterious Island (En busca del valle encantado 5: La isla misteriosa en España, y La tierra antes del tiempo V: La isla misteriosa en Hispanoamérica) es una película estadounidense de animación de 1997 dirigida por Charles Grosvenor y producida por Universal Studios, perteneciente a la franquicia En busca del valle encantado.

## Argumento
Un día, una manada de "devoradores de hojas" desciende hasta el Gran Valle y se comen todas las plantas. Ahora, el lugar que antes era frondoso y verde está yermo y vacío y sus habitantes tienen que buscar un nuevo hogar hasta que las hojas vuelvan a crecer. Cuando los adultos discuten acerca de tomar caminos en su búsqueda, deciden separarse por lo que tanto los adultos como los pequeños, Piecito se separaría de sus amigos, para evitar esto, Piecito y sus amigos se van por su cuenta. Su búsqueda les lleva a través de la gran superficie de agua- donde extrañas criaturas viven y nadan llamándolos dienteagudos que nadan, al final se salvan se ellos pero llegan a una isla misteriosa dejándolos como estaba en el principio atrapados en una isla lejos de los adultos sin buscar una manera de regresar, ahí se podía ver como el abuelo de Pie Pequeño pensaba que nunca volverían a ver a su nieto pero la abuela de Pie Pequeño no pierde aun la esperanza pero aun así llora por él. 
Tras el día siguiente en la isla misteriosa, Piecito ve una sombra en la roca donde dormían parecida a la de un dienteagudo en un intento de huida los pequeños llegan a un callejón sin salida paralizados por el miedo no tienen idea a donde ir ahora y se cierran los ojos, ahí llega el dienteagudo con cara como la de cualquier dientegudo asesino pero en el ojo del dienteagudo al ver los pequeños cambia su cara a sorprendimiento y se acerca a Piecito diciendo "eres piecito?" Piecito abre uno de sus ojos pero después abre sus dos ojos y reconoce con impresión al pequeño dienteagudo como Chomper el pequeño dienteagudo que intento criar (de la segunda película) y alegra mucho de verlo, sin embargo su alegría y la de sus amigos no duro tanto cuando Chomper que vivía en esa isla con sus padres (los mismos dienteagudos de la segunda película de la serie) pero aun así Piecito se alegraba por verle la cara de nuevo después de tanto tiempo Chomper también muestra su alegría de verlos diciendo que los extrañaba mucho, Chomper quería darles de paseo a sus amigos mostrando el lugar sin embargo se encuentra con los padres de Chomper con los pequeños ocultos de ellos Chomper le pregunta a sus padres si podía invitar a sus amigos pero cuando los padres responde que los invitados serán el postre, Chomper no tuvo otra opción que enviar a sus amigos en un lugar que lo llama "el sitio espantoso" un lugar con una aroma tan desagradable que mantenía alejado los dienteagudos de ese lugar, Chomper se solicitaba que si sus amigos tenían hambre el podría traerles Piecito. Cera, Ducky y Petrie decían que los que le gustaba, hasta que Piecito pregunto que si podía encontrar hojas estrella decidiendo sus amigos también comer hojas estrellas pero como Chomper no sabía que era eso buscó toda fruta necesaria para llevarlos a ellos, tras terminar la colección regresa con sus amigos con las frutas que recolecto incluso hojas estrellas para todos. 
Mientras los pequeños herbívoros comían Piecito le agradecía a Chomper que le trajeran las frutas que encontró pero pensaba cada vez que aun tenían que regresar con los adultos (sus padres), sin embargo Chomper no quería que se fueran, decía que él los podía cuidar como ellos cuidaron de él, pero Piecito no aceptaba eso debido a que además no se podían acostumbrar a vivir en un sitio con un olor tan desagradable Chomper se adentra en razón en lo que él dijo y Pie Pequeño decía que quería un poco de las frutas que trajo sin embargo Chomper se acercaba a una de las patas de Piecito pero Cera muestra una gran desconfianza abiertamente con Chomper al gritar de precaución bajo el temor de que Chomper iba a morder a Piecito, con el pequeño dienteagudo sintiendo ofendido que sus amigos no confían en él se va sin más nada que decir, Piecito se molesta con Cera pensando que en la manera que se comportaba después de que Chomper los ayudaban mucho mientras que ellos lo único que hacían de agradecimiento fue ofenderlo así que va a buscar Chomper, ahí Cera ve la hoja estrella que se supone que era de Piecito y se pregunta que si aun la quería pero Spike se la come al final, mientras tanto Piecito encuentra a Chomper triste disculpándose por lo que pasó, la madre de Chomper apareció por detrás asustando a Piecito pero Chomper lo salva de ser comido ahí Piecito ve que de verdad su madre le quiere mucho a su hijo y de nuevo Piecito se disculpa de Chomper acerca del susto pero Chomper no le importa tanto la disculpa ya que él es lo que es un dienteagudo y su amigo un cuello largo (en su idioma) y eso es algo que no se puede cambiar pero aun así siempre seguirá siendo amigo de él, así que Chomper se marcha a su casa con sus padres sin estar triste y Piecito regresa con sus amigos al sitio espantoso y se molesta por haberse comido su hoja estrella se puede ver que sus amigos se asustan pero no de él, se asustan de un dienteagudo que estaba detrás de Pie Pequeño diferente al padre y la madre de Chomper los pequeños huyen y llegan a las grandes aguas (el río) quedando atrapados, Chomper (quien escucho los gritos de sus amigos en peligro) llega para ayudar y le muerde la cola al dienteagudo pero nada cambiaba en la situación pero luego los padres llegan a tiempo y se libra un combate del dienteagudo contra los padres de Chomper, el dienteagudo cae al río pero también Chomper cayo debido a que la cola del dienteagudo lo arrastró, viendo esto y no queriendo renunciar a su amigo, Piecito salta al río y salva a Chomper de ahogarse, mientras que el dienteagudo salvaje es arrastrado por la corriente y posiblemente muere ahogado, pero llega un dienteagudo que nadan en el que resultó ser una Plesiosaurio amable llamada Elsie, quien ayuda a Piecito y Chomper regresar a la superficie y Cera al ver como Chomper y sus padres intentaban salvarlos del dienteagudo admite que Piecito tenía razón que por más que Chomper era diferente a ellos seguía siendo parte de la familia ahí la nadadora Elsie reconoce a Piecito más o menos parecido al cuello largo anciano que una vez se encontró en el otro lado de la isla (el abuelo de Piecito) y pregunta a los pequeños si quiere que los regrese a ellos, los pequeños aceptan, se despiden de Chomper y se van, al final se puede ver como los adultos mientras buscaban a los pequeños encontraron un nuevo valle donde había mucha comida y agua pero seguían tristes y hasta el padre de Cera decía que por más que había comida y agua suficiente jamás lo disfrutarían sin sus hijos el abuelo de Piecito afirma que tiene razón hasta que todos ven a sus hijos encima del lomo de la dinosauria nadadora y le dan las gracias al final Elsie se va y no se supo nada de ella ni de Chomper dando fin a la película.
(Aunque Chomper se le vuelve a ver en la serie animada y en la décima cuarta película de la serie, sus padres le permiten viajar al gran valle).

## Reparto y doblaje
| Personaje                        | Voz en inglés      | Voz en español          |
| -------------------------------- | ------------------ | ----------------------- |
| Piecito                          | Thomas Dekker      | Chelo Molina            |
| Cera                             | Anndi McAfee       | Adelaida López          |
| Patito                           | Aria Noelle Curzon | Yolanda Pérez Segoviano |
| Petrie                           | Jeff Bennett       | Iván Muelas             |
| Abuela de Piecito                | Miriam Flynn       | Matilde Conesa          |
| Señor Trescuernos, padre de Cera | John Ingle         | Antonio Esquivias       |
| Abuelo de Piecito                | Kenneth Mars       | José Ángel Juanes       |
| Púas                             | Rob Paulsen        | N/D                     |
| Chomper                          | Cannon Young       | Carmen Cervantes        |
| Narrador                         | John Ingle         | Abilio Fernández        |

## Especies de animales que aparecen durante la película
- Apatosaurus

- Triceratops

- Stegosaurus

- Saurolophus

- Pteranodon (No era un dinosaurio)

- Carcharodon (Especie de tiburón)

- Tyrannosaurus

- Giganotosaurus

- Elasmosaurus (No era un dinosaurio)

- Ankylosaurus

- Datos: Q2552049